# Droga wojewódzka 330
Die Droga wojewódzka 330 (DW 330) ist eine 22 Kilometer lange Droga wojewódzka (Woiwodschaftsstraße) in der polnischen Woiwodschaft Niederschlesien, die Krzepów und Luboszyce verbindet. Die Strecke liegt im Powiat Głogowski und im Powiat Górowski.

## Streckenverlauf
Woiwodschaft Niederschlesien, Powiat Głogowski
-  Głogów (Glogau) (S 3, DK 12, DW 292, DW 319, DW 321, DW 329)
- Borek (Borkau)
- Białołęka (Weißholz, Weisholz)
- Pęcław (Putschlau)
- Wierzchownia (Würchland)
- Piersna (Pürschen)
-  Leszkowice (Leschkowitz) (DW 104)

Woiwodschaft Niederschlesien, Powiat Górowski
- Bełcz Wielki (Oderbeltsch)
- Uszczonów (Austen)
-  Luboszyce (Herrnlauersitz) (DW 323)